# Procesos geológicos externos

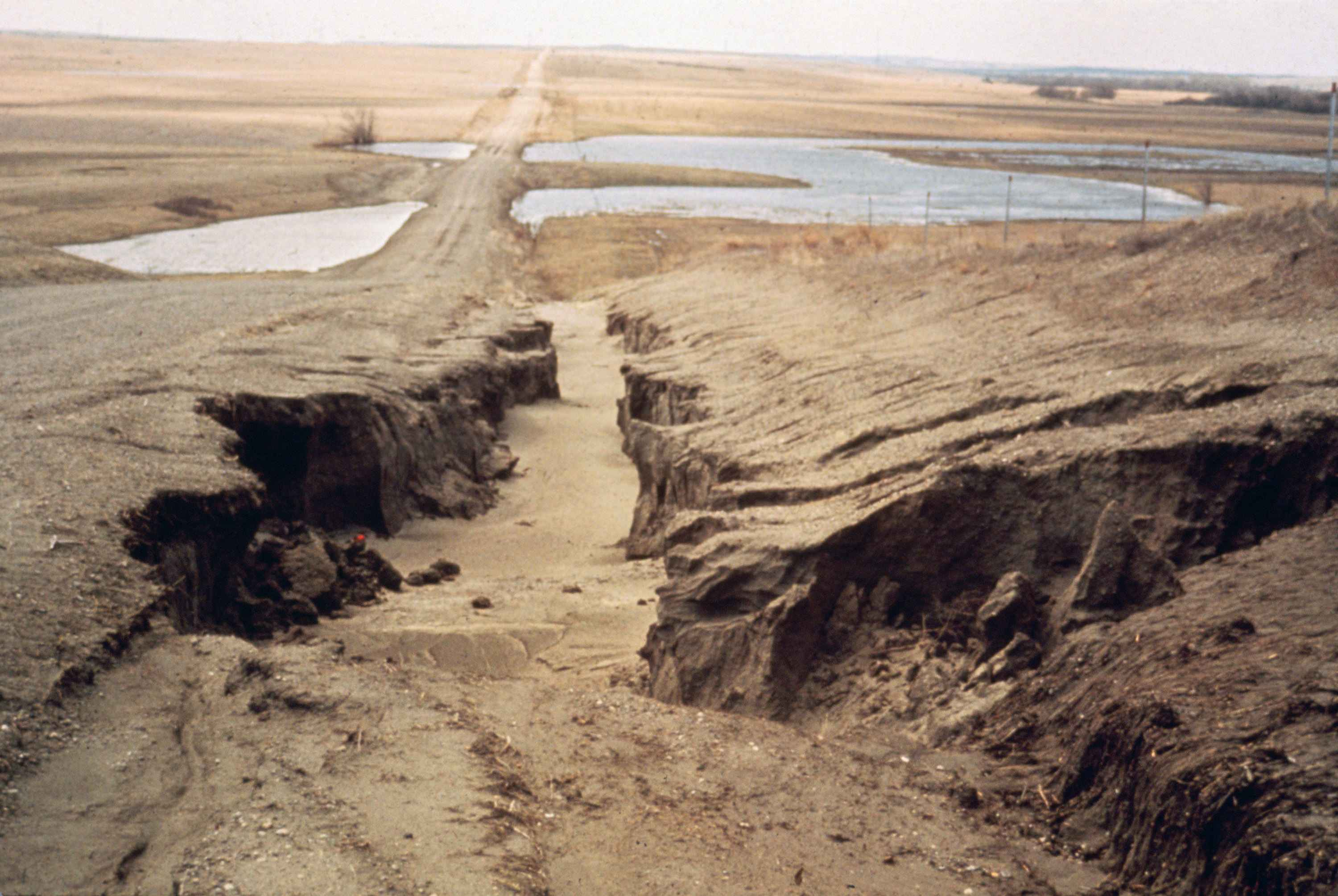
La erosión de la tierra.

Lugar en la superficie terrestre. Fundamentalmente son cuatro: meteorización, erosión, además transporte y por último sedimentación. La acción de estos tiende a destruir el relieve existente, llevar los materiales a zonas deprimidas y rellenar, con estos, dichas zonas con el fin de obtener una superficie homogénea o de equilibrio en donde su acción no sea necesaria al no existir relieve. Esta una superficie ideal que no se llega a alcanzar, puesto que los procesos internos crean continuamente elevaciones que producirán relieve. Los agentes geológicos externos son: agua, viento, glaciares, seres vivos, la atmósfera, etc; los agentes geológicos son los responsables de los procesos geológicos. Y para que uno sea un agente geológico tiene que poder realizar todos los procesos geológicos que son la meteorización, la erosión, el transporte, y la sedimentación de apoyo  sobre  salientes de la geografía.
.

## Erosión
Es ejercida fundamentalmente por las aguas de escorrentía superficial, tanto en forma líquida como sólida y por el viento. Es un proceso externo realizado por la acción de unos agentes cuya misión es atacar y destruir el relieve. El relieve sobre el que actúa, lo forman las rocas que afloran en la superficie de la corteza. Los agentes que actúan en la erosión son el agua, el hielo, el viento, la diferencia de temperaturas, y todos aquellos agentes atmosféricos que tengan influencia sobre las rocas. Estos agentes, al actuar sobre las rocas, realizan una acción geológica.
Es un proceso externo realizado por la acción de unos agentes cuya misión es atacar y destruir el relieve. El relieve sobre el que actúa, lo forman las rocas que afloran en la superficie de la corteza. Los agentes que actúan en la erosión son el agua, el hielo, el viento, la diferencia de temperaturas, y todos aquellos agentes atmosféricos que tengan influencia sobre las rocas. Estos agentes, al actuar sobre las rocas, realizan una acción geológica.
Así, por ejemplo, la acción geológica del agua se manifiesta, en el agua de lluvia que, hasta ser encauzada, sufre una acción de disolución o de disgregación; otra parte discurre en la superficie arrastrando fragmentos ya disgregados. Una vez encauzada en ríos, arranca fragmentos de roca que encuentra en su curso, formando el cauce.
La acción geológica del hielo se realiza una vez que el hielo acumulado en forma de grandes masas o glaciares, puede discurrir o deslizarse ladera abajo, arrastrando empastados, dentro de él, los fragmentos rocosos que encuentra o arranca a su paso.
El aire también realiza una acción geológica sobre las rocas, ya que el viento puede llevar en suspensión pequeñas partículas que son lanzadas sobre ellas, produciendo una lenta acción de golpeteo constante que provoca que se disgreguen.
Los cambios de temperatura actúan sobre la roca, sometiéndola a tensiones provocadas por la dilatación y contracción que pueden favorecer la fisuración. Así, el agua que empapa las rocas, si desciende la temperatura, se hiela actuando en forma de cuña y fracturándola.
Así, pues, todos estos agentes ejercen una acción geológica sobre las rocas de dos maneras diferentes, provocando una erosión mecánica cuyo efecto es la fracturación y el desgaste reduciéndolas a fragmentos cada vez más pequeños, y una erosión o acción química que provoca la disolución de algunos componentes de las rocas alterando su composición. En cada uno de estos casos se obtiene una destrucción del relieve, que es el resultado del proceso de erosión.

## Transporte

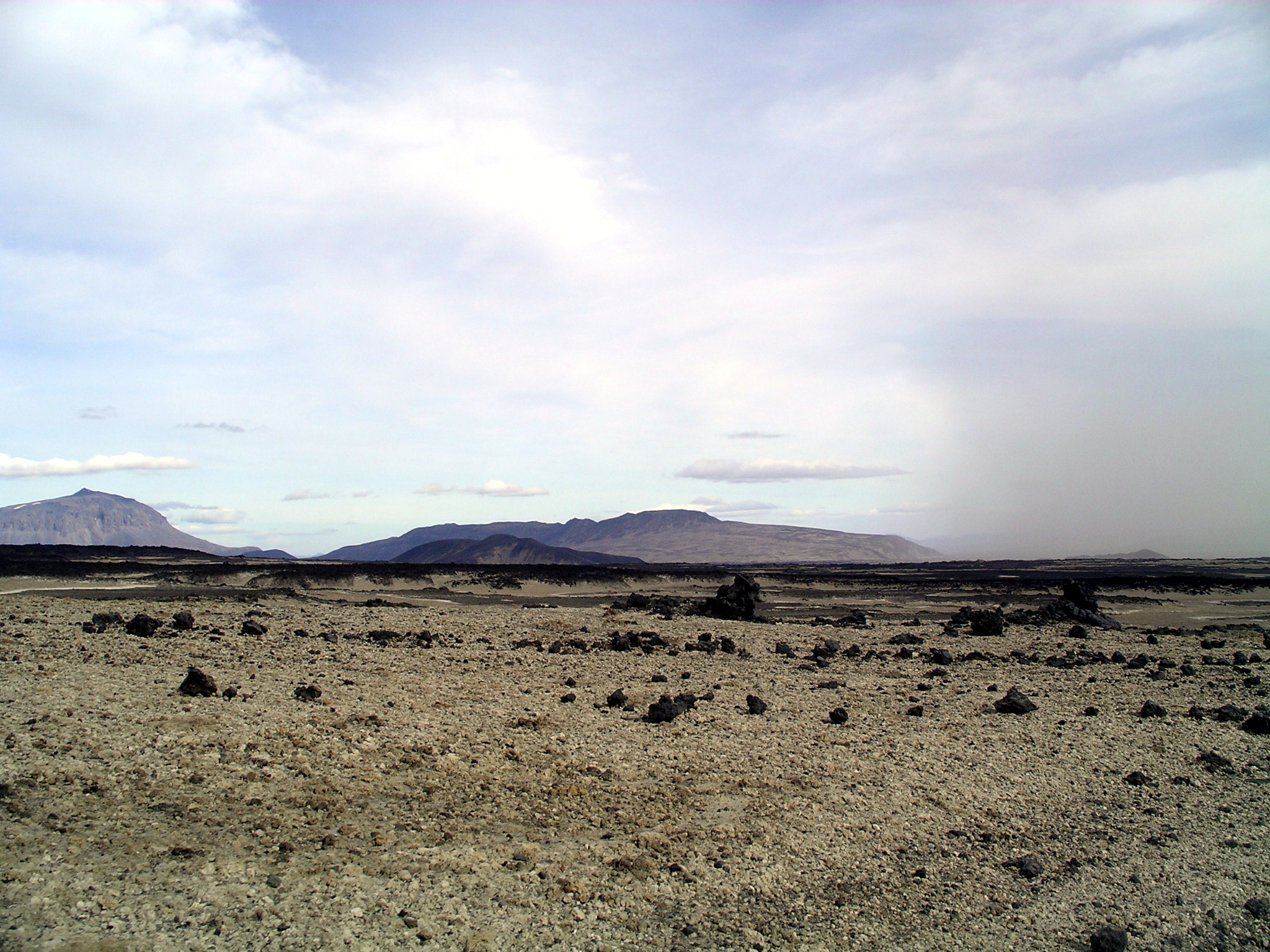
Nube de sedimentos en suspensión transportados por el viento (derecha de la foto); foto tomada en las montañas de Islandia, a los pies del Askja, al noreste; el Herðubreið es visible en la izquierda, el Herðubreiðarlindir está en el centro al fondo, y el viento proviene del sur (derecha).

Es otro proceso externo cuya finalidad es arrastrar los materiales arrancados durante la fase de erosión y trasladarlos hacia zonas deprimidas. Para que exista el transporte es necesario la existencia de un medio de transporte que se encargue de este traslado. El tipo de transporte que ocurra es característico de cada medio.
Los medios de transporte fundamentales son: los ríos (medio fluvial), el hielo (medio glaciar) y el viento (medio eólico). En cada uno de estos medios, el transporte se realiza de una manera diferente: en un río, los fragmentos podrían ir en disolución, en suspensión, arrastrados o a saltos. En un glaciar, los cantos podrán ir englobados en la masa o arrastrados en el fondo, y en el medio eólico, podrán ir en suspensión o arrastrados.
En el medio fluvial y eólico, el transporte en suspensión se efectuará sobre aquellos de menor tamaño, mientras que los mayores irán arrastrados; también en estos medios existirán fragmentos mayores que no podrán ser arrastrados, debido a que la energía del medio sea suficiente para mover los fragmentos.
El transporte en el medio glaciar se realiza quedando los fragmentos empastados en la masa de hielo y arrastrados lentamente, formando un conjunto con el cuerpo del glaciar.
Otro medios de transporte son las corrientes de lodo, en las que la capacidad de transporte está en función de la viscosidad.
Los agentes geológicos externos son todos aquellos que modifican, alteran o transforman la superficie del planeta y la dotan de formas variadas. A diferencia de los agentes internos, los externos no crean grandes depresiones ni montañas o volcanes, sino que solo nivelan el terreno.

## Sedimentación

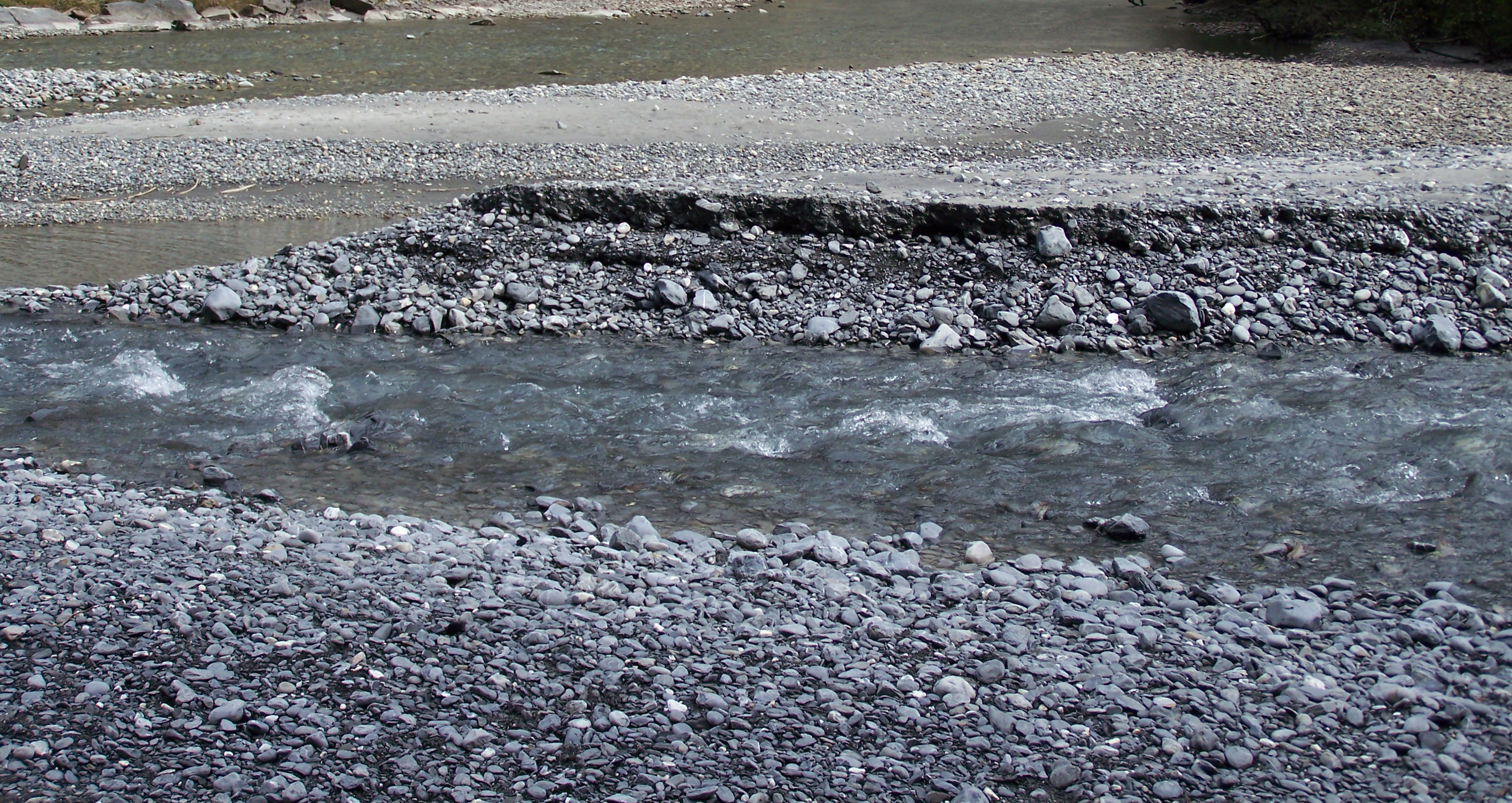
Sedimentos de la erosión de un río.

Es la alimentación de los sedimentos.Es el tercer proceso de la dinámica externa y consiste básicamente en la deposición de los materiales transportados. Esta se realiza en áreas deprimidas, como pueden ser lagos y mares; también se realiza sedimentación en los cauces de los ríos, en las laderas de los montes y, en general, en todos aquellos puntos donde se produzca una disminución en la capacidad de transporte, esto es en la energía del medio de transporte (al perder energía se pierde la posibilidad de arrastre de los fragmentos).
Cuando la pérdida de energía es repentina, como ocurre en un frente glaciar, debido a la fusión del hielo, allí se amontonan todos los fragmentos englobados, grandes y pequeños, sin realizarse ningún tipo de selección.
Cuando la pérdida de energía es gradual, lo que obtenemos es una clasificación por tamaños de forma que aquellos más gruesos quedarán depositados antes que los más finos, obteniéndose una sedimentación seleccionada.
Hay diferentes tipos de sedimentación, según en qué medio se produzca la deposición; así podemos hablar de sedimentación fluvial, lacustre (en lagos), marina, glaciar, eólica, y cada una de estas tiene sus características, ya que los materiales que se van a sedimentar en cada medio, están elaborados con unas características diferentes durante el transporte, y la manera de sedimentarse variará según sea fluvial o marino, lacustre o glaciar ya que cada medio presenta distintas características de energía y por lo tanto de materiales.
Es decir, el origen de los sedimentos será característico del medio de sedimentación, tanto por el tipo de materiales y su tamaño, forma y composición, como de la disposición que adquieran en la deposición. Esta disposición está en función del sentido de la corriente, por ejemplo en un río es en un sentido; en una zona de playa presenta un valvén debido al oleaje, y los fragmentos que se sedimentan adquieren una orientación y disposición características.

## Compactación y cementación
Artículos principales: Compactación y Cementación
Una vez que se ha realizado la sedimentación, estos materiales van quedando enterrados por la presencia de nuevos aportes que se depositan encima, lo que produce un efecto de estructuración y empaquetamiento, con pérdida de los espacios vacíos, y el volumen que ocupaban inicialmente se va reduciendo, produciéndose lo que se denomina compactación de las rocas. En esta etapa, las rocas se encuentran con una cierta cantidad de agua entre sus poros que lleva disueltos unos componentes, que al movilizarse por efecto del peso de nuevos materiales, provocan la precipitación y la unión de los granos que componen la roca: esto es lo que se denomina cementación de las rocas sedimentarias.
Cuando el proceso de cementación continúa, y se produce una cristalización de nuevos minerales en los espacios intergranulares que pueden incluso reaccionar con los gramos existentes y formar una roca homogénea y coherente sin espacios intersticiales, se obtiene una recristalización que se conoce con el nombre de diagénesis.

Este proceso de diagénesis de las rocas sedimentarias, durante el cual se produce la recristalización y homogeneización de la roca, marca de una manera un tanto arbitraria el tránsito a la parte interna del ciclo geológico.
- Datos: Q17626064